# Philippinische Davis-Cup-Mannschaft
Die philippinische Davis-Cup-Mannschaft ist die Herren-Tennisnationalmannschaft der Philippinen.

## Geschichte
Seit 1926 nehmen die Philippinen am Davis Cup teil, nachdem sie bereits 1921 und 1922 zwar für den Bewerb genannt, aber vor der ersten Begegnung zurückgezogen hatten. Im Jahr 1991 errang die Mannschaft mit dem Einzug in die Play-offs um den Aufstieg in die Weltgruppe, konnte das Relegationsspiel jedoch nicht gewinnen. Erfolgreichster Spieler ist Felicísimo Ampón mit insgesamt 40 Siegen, Raymundo Deyro ist mit 37 Teilnahmen Rekordspieler.